# 曼哈頓化

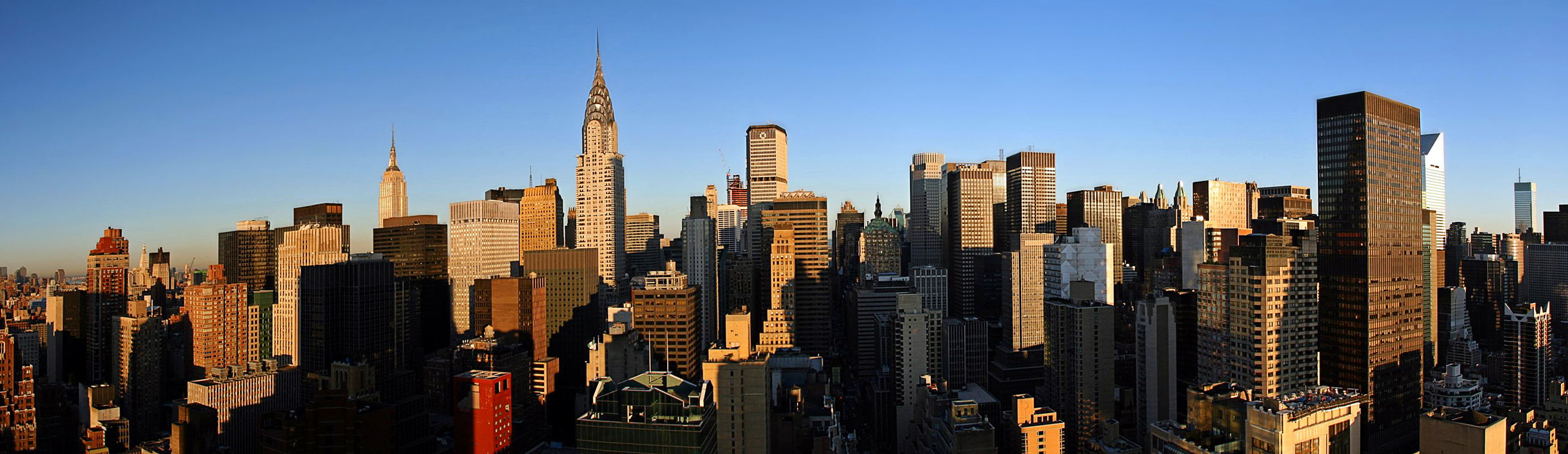
「曼哈頓化」的詞源：美国纽约市曼哈頓區

曼哈頓化（英語：Manhattanization）是一個用於形容城市的外觀和特徵因大量高密度摩天大樓的興建而變得與美国纽约市內人口最稠密的曼哈頓區相似的新词。
該詞語最早是用於批評旧金山在1960年代及1970年代所建造的摩天大樓使海灣和周圍群山的景色被遮擋的貶義詞，不過隨著時間推移，在擁有小心妥善的城市规划的前提下，“曼哈頓化”的現象變得更為人所接受。“曼哈頓化”也用於形容拉斯維加斯谷、洛杉矶、杜拜及迈阿密（2000年代初期及2010年代兩次）等地的高密度發展的時髦術語。“曼哈頓化”的其他例子包括2007年起的多伦多和香港兩地的高密度發展。自21世紀以來，“曼哈頓化”甚至已用於描述許多出現大量高層出租建築物的美國小城市。儘管如此，該等城市的人口必須增加幾倍才能和曼哈頓的人口密度相當，不過這是城市與地區之間的偏頗比較，因為即使是紐約市的其他四個行政區也必須將人口增加近三倍才能與曼哈頓目前的人口密度相當。

## 三藩市

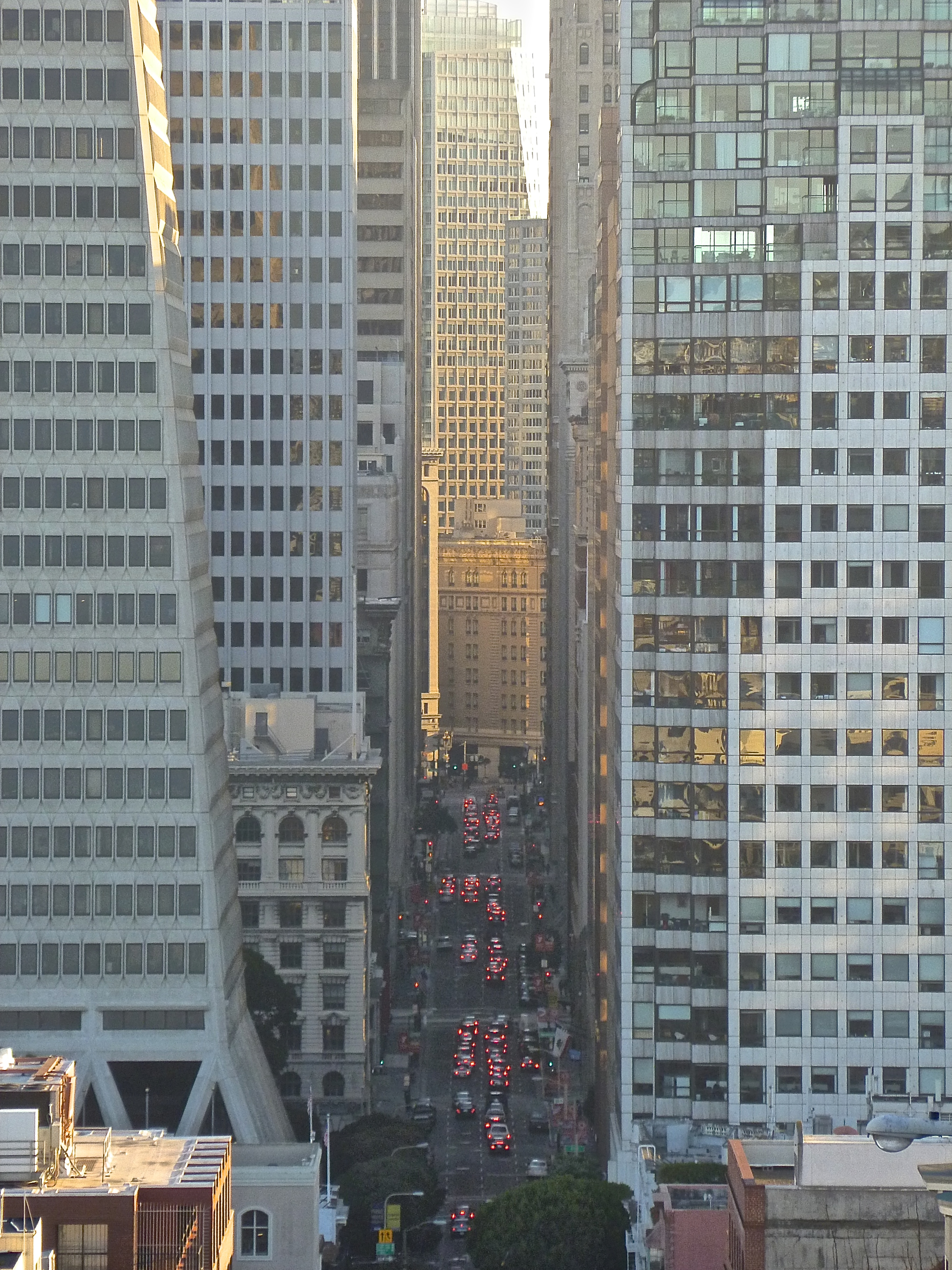
舊金山金融區内的蒙哥马利街站

“曼哈頓化”一詞最初用於描述舊金山金融區在1970年代所建造的大型摩天大樓，而由當時起，三藩市内的摩天大樓的數量就開始激增。“曼哈頓化”的現象也延伸到市場南街區。從2000年到2018年，三藩市内興建了多於15座高於30層樓的建築。現時，三藩市内有多於160座高於73（240英尺）的建築，而由於市内大部分摩天大樓都位於容易土壤液化的地帶，這種現狀令人憂慮。

## 邁阿密

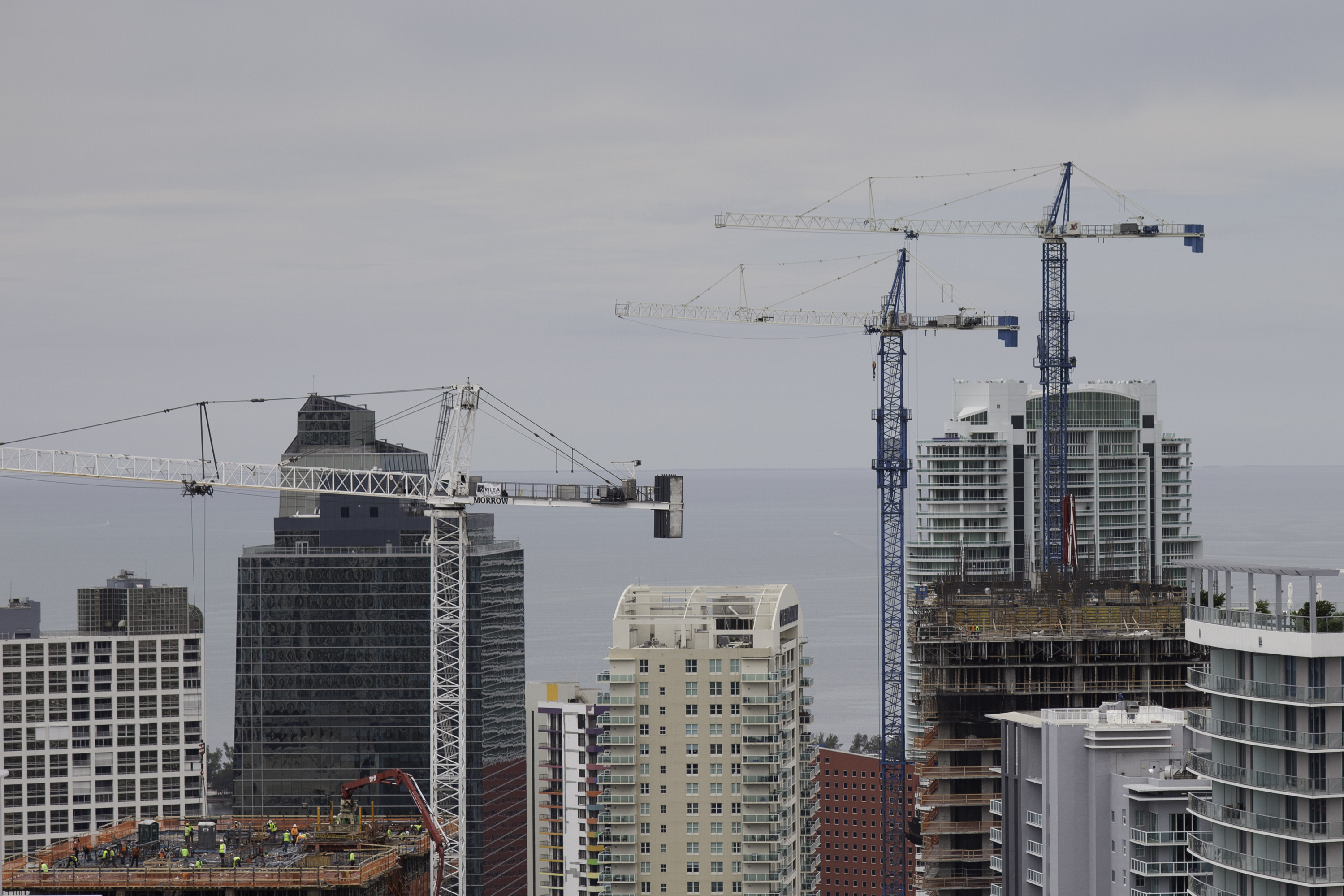
2015年邁阿密布里克爾區一處建造中高樓，攝自當時仍在建造中的布里克爾城市中心大樓

“曼哈頓化”一詞曾用於描述邁阿密在2003年至2008年間因地產發展潮而使多於50座摩天大樓興建的情況。邁阿密在2012年起（截至2015年11月）出現了第二波房地產潮。與曼哈頓相似，隨著市内一萬多個新增的住宅單位落成，邁阿密的市區得到了振興，市内的行人路和公共交通的使用率增加。邁阿密有時候因為其摩天大樓和大型金融區而被視為“南方曼哈頓”。

## 美國以外

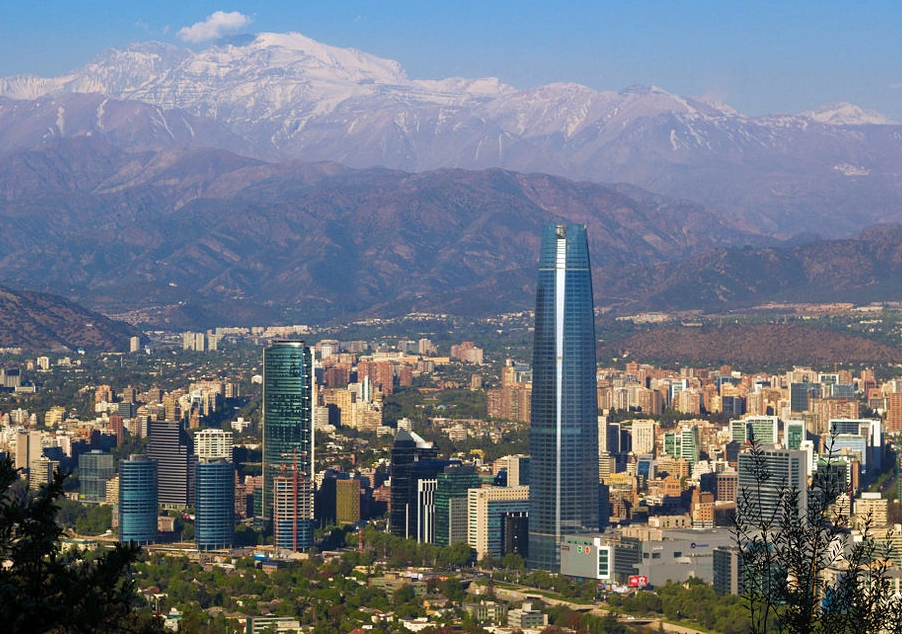
智利首都聖地牙哥的“聖哈頓”。

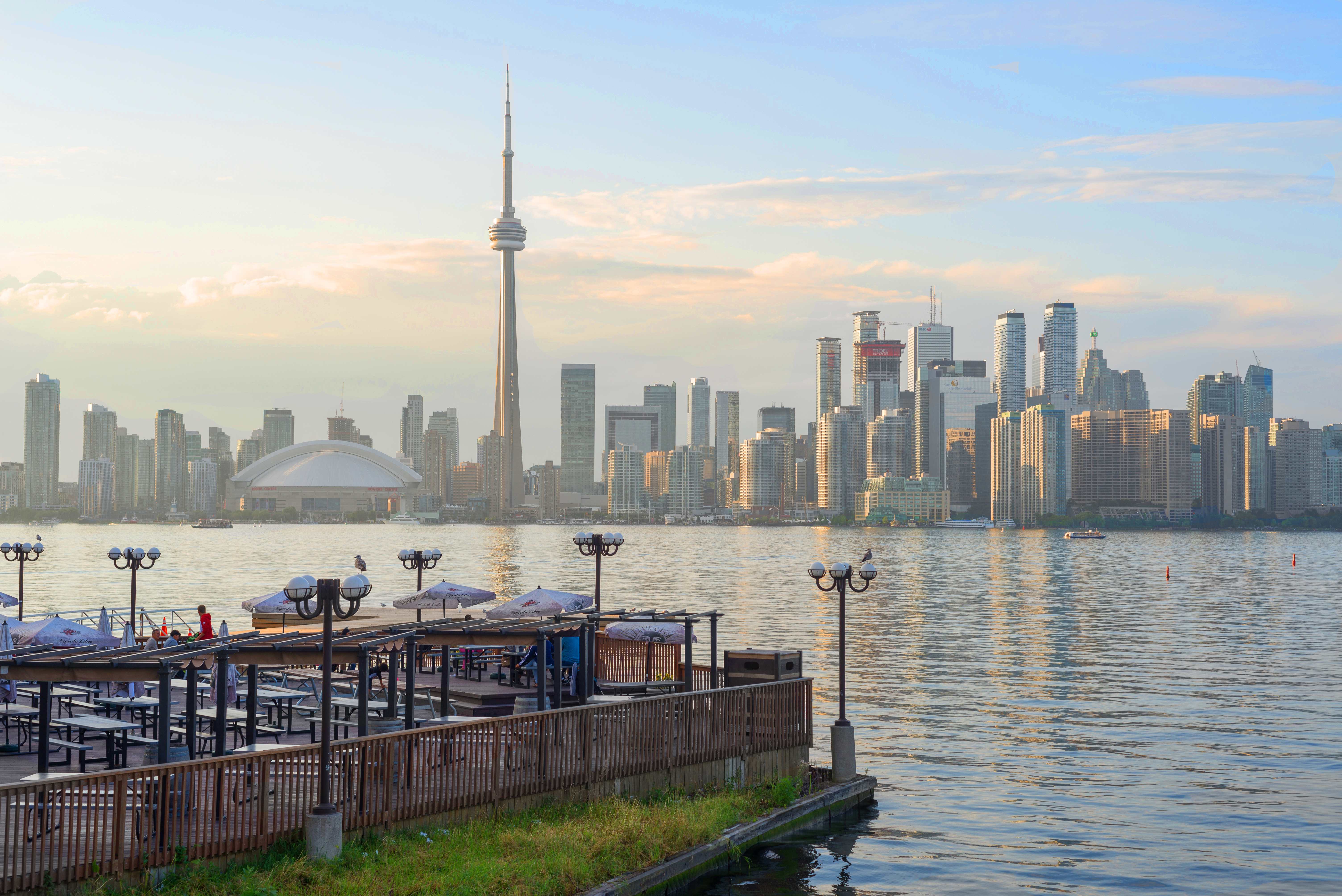
2017年多倫多天際線，攝於多倫多群島

“聖哈頓”是用以形容智利首都聖地牙哥内密集的摩天大樓的一個混成詞。
多倫多市中心自2007年以來經歷了建築潮，當時興建的建築主要是公寓和其他高層住宅塔樓。在2014年的一星期內，多伦多市议会批准了755則在該市市中心核心區進行的新開發建築工程項目。

## 圖集

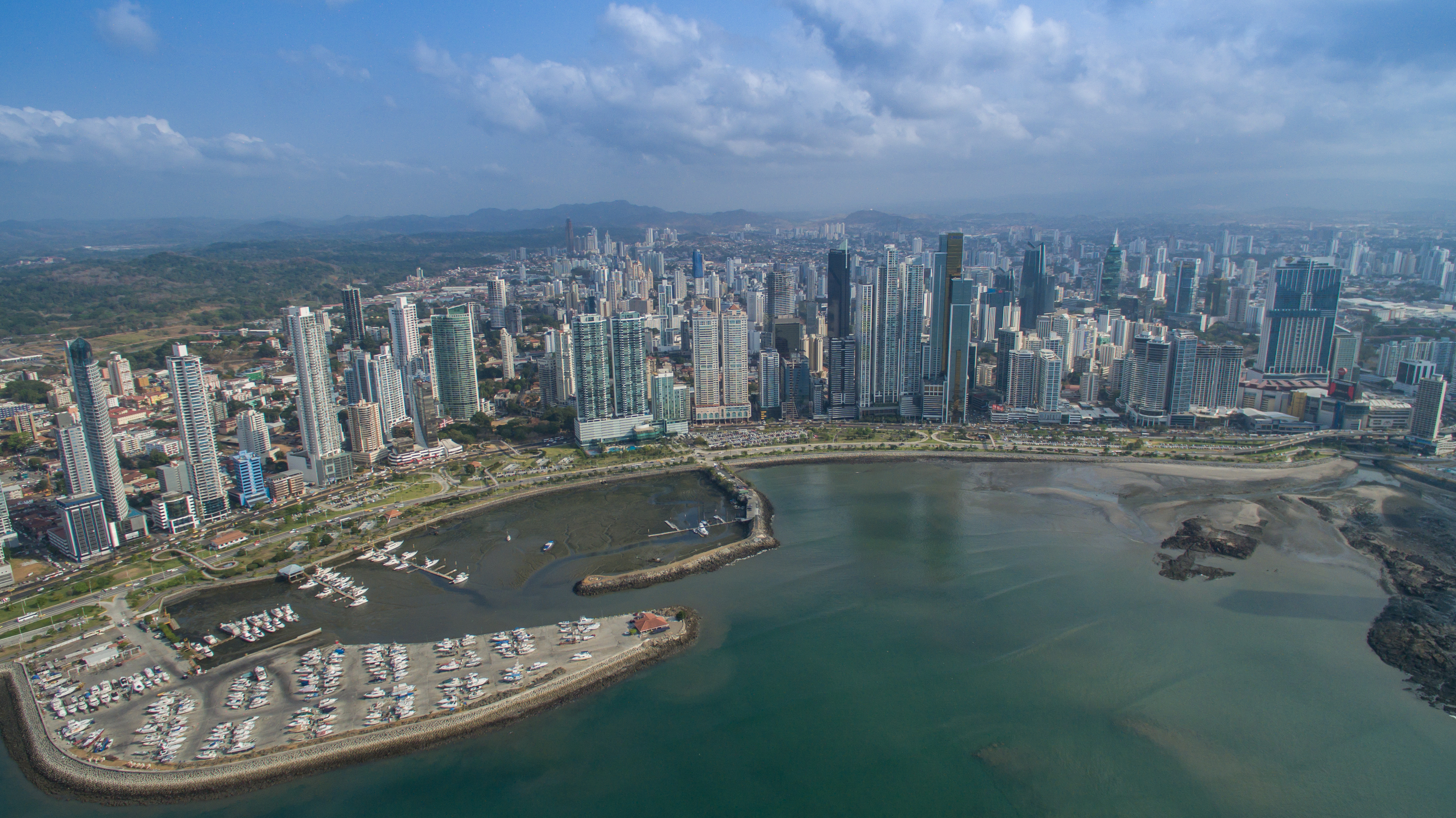
巴拿马首都巴拿馬城“巴哈頓”天際綫
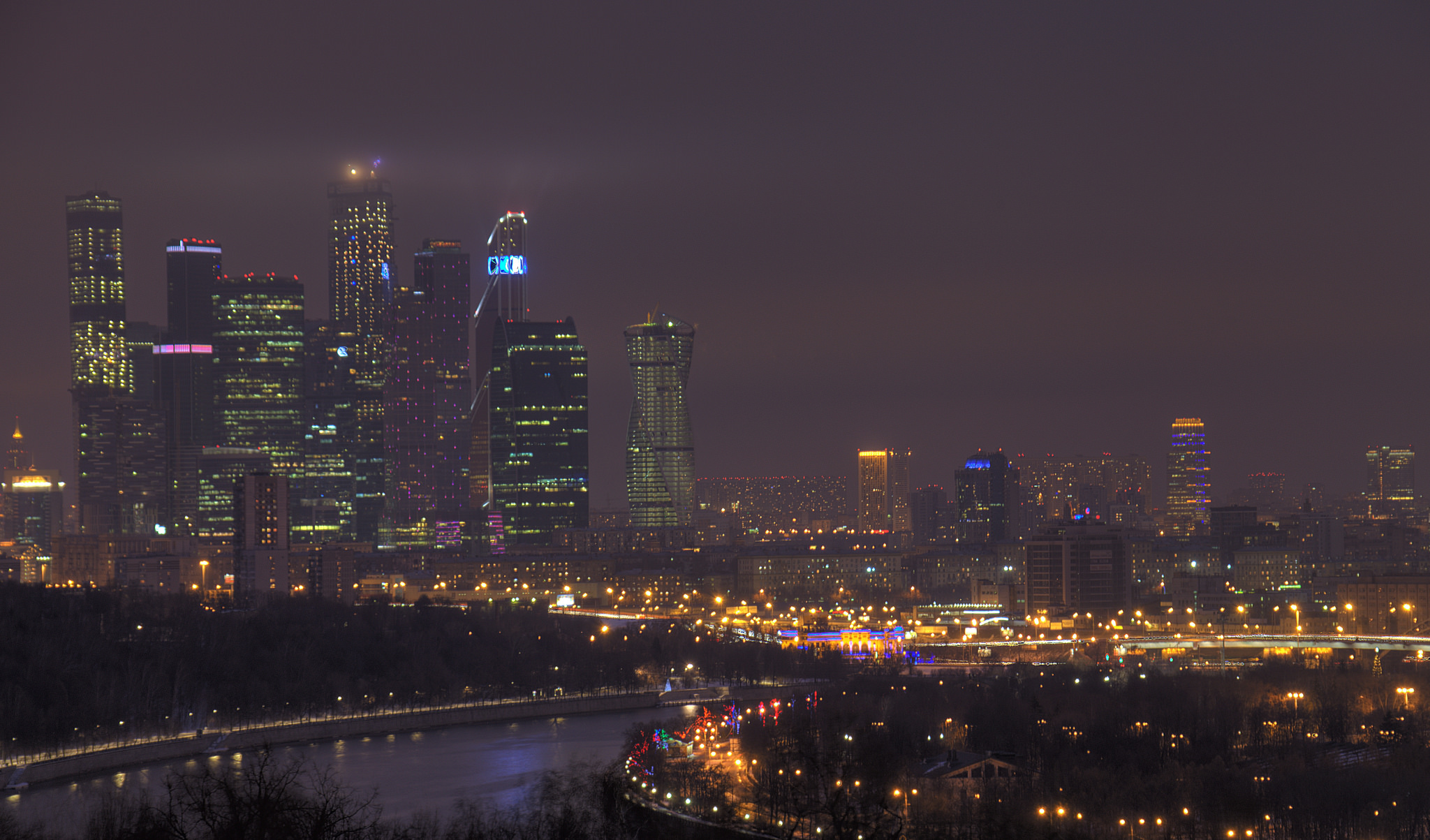
俄罗斯首都莫斯科内的莫斯科国际商业中心的夜景
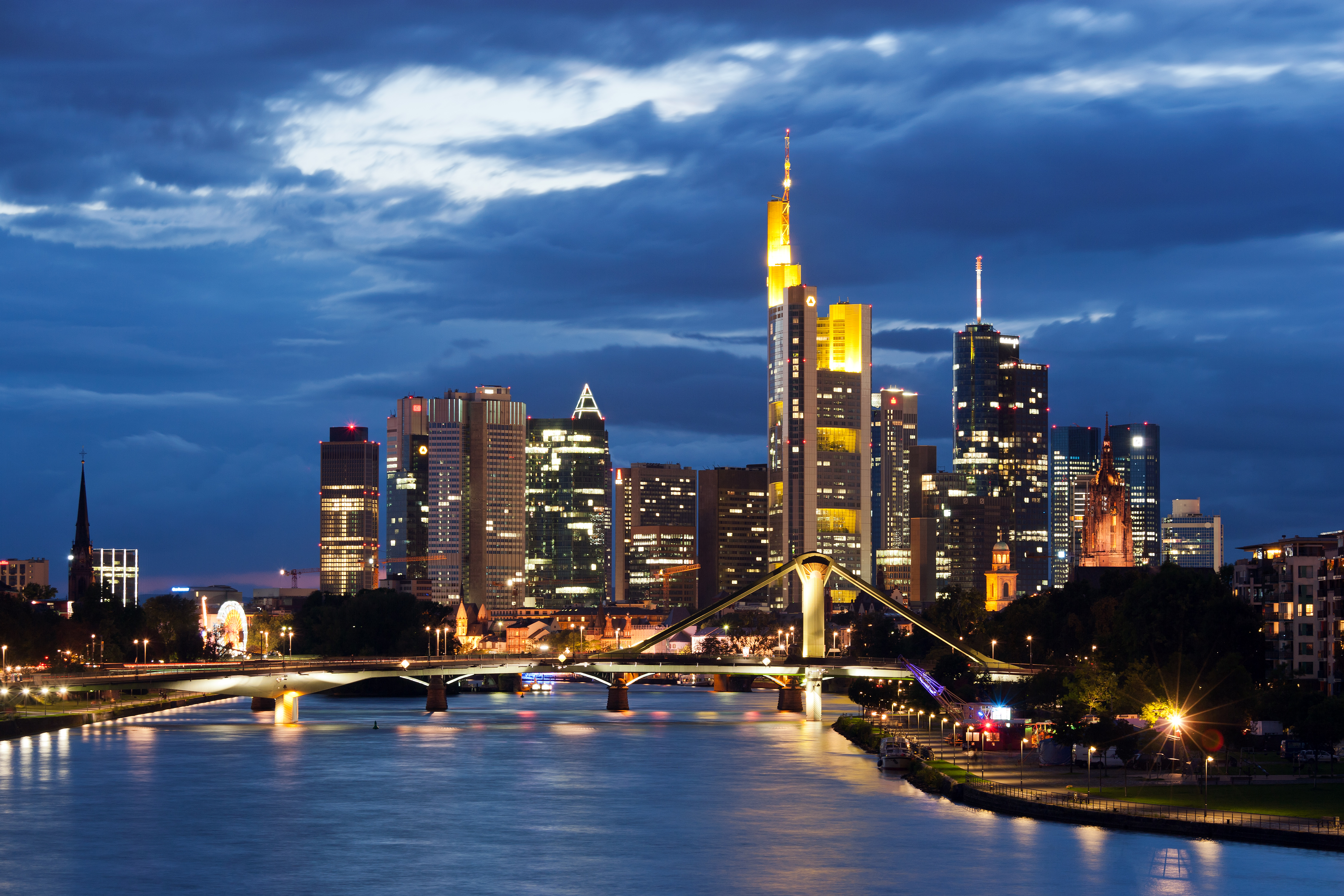
法蘭克福美因哈頓天際綫
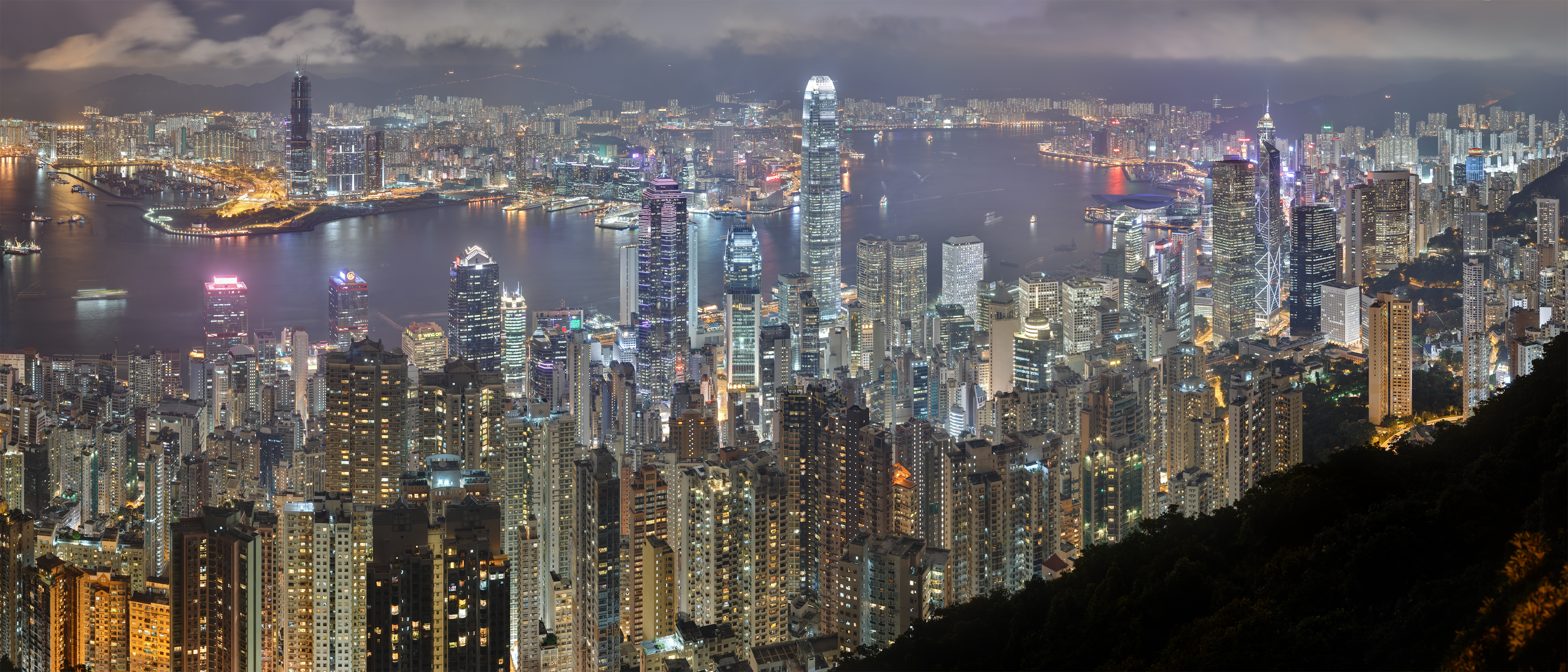
香港維多利亞港兩岸的夜景